# رضو سفلي
رضو سفلي (بالفارسية: رضو سفلی) هي قرية تقع في قسم كاخك الريفي في إيران. يقدر عدد سكانها بـ 57 نسمة .